# Língua wancho
Wancho é uma língua Konyak, das Bramaputra falada no nordeste da Índia. Wancho é falado em 36 aldeias do sudeste dos distritos de Longding e Tirap de Arunachal Pradesh, bem como em Assam e Nagaland (conf.  Etnologue ). 
Nomes alternativos incluem Banpara Naga, Joboka, Jokoba.

## Falantes
Wancho é falado pelo povo de mesmo nome, que tem uma população de 56.866 pessoas de acordo com o censo de 2011 e povoa principalmente o estado indiano de Arunachal Pradesh. Embora sejam uma minoria, esses habitantes têm uma cultura rica com rituais, práticas cerimoniais, religião e seus vários dialetos.

## Dialetos
Ethnologue lista os seguintes  dialetos.
- Changnoi
- Bor Muthun (Bor Mutonia)
- Horu Muthun
- Kulung Muthun (Mithan)

Existe uma variação significativa entre os dialetos falados nas áreas mais altas e as baixas.

## Ortografia
Wancho é geralmente escrito em Devanagari ou com alfabeto latino. A forma do latino não usa as letras C, Q, X.
Entre 2001 e 2012, o professor Banwang Losu desenvolveu uma escrita Wancho] que é alfabética e ensinada em algumas escolas. Em 2019, essa escrita foi oficialmente publicada em padrão Unicode versão 12.